# Eugene Gordon Lee
Eugene Gordon Lee (Fort Worth, 25 ottobre 1933 – Minneapolis, 16 ottobre 2005) è stato un attore statunitense, noto come attore bambino per aver interpretato il personaggio di Porky nella serie Simpatiche canaglie negli anni 1935–1939.

## Biografia
Eugene Lee venne scritturato dal produttore Hal Roach per le Simpatiche canaglie grazie alla sua somiglianza con uno dei protagonisti della serie, George McFarland.
Ebbe inizio così la carriera cinematografica di Lee, che apparve in 42 episodi della serie a partire dal 1935 nei panni di Porky, fratellino di Spanky, nel gruppo che includeva le Simpatiche canaglie che rimasero più popolari tra cui Carl Switzer (Alfalfa) e lo stesso George McFarland (Spanky).
Nel 1939 però, dopo che Hal Roach aveva ceduto la produzione alla MGM, Lee fu costretto ad abbandonare la serie a causa della sua alta statura, che superava anche quella di George McFarland, nonostante fosse diversi anni più grande, venendo quindi sostituito da Mickey Gubitosi, successivamente noto con lo pseudonimo di Robert Blake.
Abbandonata la carriera cinematografica, in età adulta lavorò come insegnante presso la Broomfield High School in Colorado, partecipando occasionalmente a diversi eventi legati alle Simpatiche canaglie.
Morì nel 2005, pochi giorni prima del suo 72º compleanno a causa di un cancro al polmone e un cancro al cervello. Dopo i funerali, il suo corpo fu cremato.

## Riconoscimenti
- Young Hollywood Hall of Fame (1930's)